# イーゾラ・リッツァ
イーゾラ・リッツァ（伊: Isola Rizza）は、イタリア共和国ヴェネト州ヴェローナ県にある、人口約3,300人の基礎自治体（コムーネ）。

## 地理

### 位置・広がり

#### 隣接コムーネ
隣接するコムーネは以下の通り。
- ボヴォローネ
- オッペアーノ
- ロンコ・アッラーディジェ
- ロヴェルキアーラ
- サン・ピエトロ・ディ・モルービオ

### 気候分類・地震分類
気候分類では、zona E, 2430 GGに分類される。
また、イタリアの地震リスク階級 (it) では、zona 3 (sismicità bassa) に分類される。